# Robert de Juliac

Robert de Juliac (Fantasiedarstellung, Kupferstich um 1725)

Großmeisterwappen von Robert de Juliac

Robert de Juliac (auch Robert de Juilly, Robertus Iuliacensis, Robertus de Iuli; † 29. Juli  1377) war ein französischer Adliger und von 1374 bis zu seinem Tod im Jahre 1377 der 31. Großmeister des Johanniterordens.
Er entstammte der Familie der Herren von Juilly in der Île-de-France, einer Nebenlinie des Adelsgeschlechtes Montmorency (siehe Stammliste der Montmorency).
Seit 1363 war er Großprior des Johanniterordens in Frankreich und wurde 1374 nach dem Tod des Raymond Berenger zu dessen Nachfolger als Großmeister gewählt.
Seine Amtszeit war geprägt vom erfolglosen Versuch Papst Innozenz VI. den Orden zu reformieren, insbesondere griff dieser vielfach bei der Besetzung von Verwaltungsposten für die europäischen Ordensniederlassungen ein. Diese und andere Effekte führten zu Korruption und Undiszipliniertheit in den europäischen Niederlassungen, die die militärische Handlungsfähigkeit des Ordens auf Rhodos stark behinderten. So war der Orden weder in der Lage, 1374 König Peter I. von Zypern gegen Übergriffe der Genuesen beizustehen, noch 1375 König Leon VI. von Kleinarmenien vor der Eroberung seines Landes durch die Mamluken zu beschützen, und auch nicht 1376 die Katalanen in Theben und Athen gegen die Türken zu unterstützen.